# Debrno
Debrno je vesnice, část obce Dolany nad Vltavou v okrese Mělník ve Středočeském kraji. Nachází se asi dva kilometry západně od Dolan nad Vltavou a tři kilometry od Kralup nad Vltavou. Vesnicí protéká Turský potok. Debrno je také název katastrálního území o rozloze 1,85 km².

## Název
Jméno Debrno vzniklo ze jmenného tvaru dьbrьno adjektiva označujícího místo ležící v debři (dolině; praslovansky dьbrь či dъbrь).

## Historie
První písemná zmínka o vesnici pochází z roku 1437.

## Obyvatelstvo
| Rok            | 1869 | 1880 | 1890 | 1900 | 1910 | 1921 | 1930 | 1950 | 1961 | 1970 | 1980 | 1991 | 2001 | 2011 | 2021 |
| -------------- | ---- | ---- | ---- | ---- | ---- | ---- | ---- | ---- | ---- | ---- | ---- | ---- | ---- | ---- | ---- |
| Počet obyvatel | 188  | 146  | 182  | 194  | 177  | 194  | 195  | 134  | 124  | 111  | 74   | 44   | 26   | 59   | 73   |
| Počet domů     | 21   | 24   | 25   | 27   | 25   | 26   | 38   | 46   | 46   | 36   | 32   | 43   | 46   | 43   | 45   |

## Obecní správa
Při sčítání lidu v letech 1850–1929 Debrno bylo osadou obce Minice, se kterým patřilo nejprve do okresu Slaný, ale od roku 1921 v okrese Kralupy nad Vltavou. V letech 1930–1960 bylo samostatnou obcí, se kterým patřilo nejprve do okresu Kralupy nad Vltavou, ale od roku 1960 v okrese Praha-západ. Od 1. července 1960 je částí obce Dolany nad Vltavou v okrese Praha-západ, ale od 1. ledna 2007 v okrese Mělník.

## Pamětihodnosti

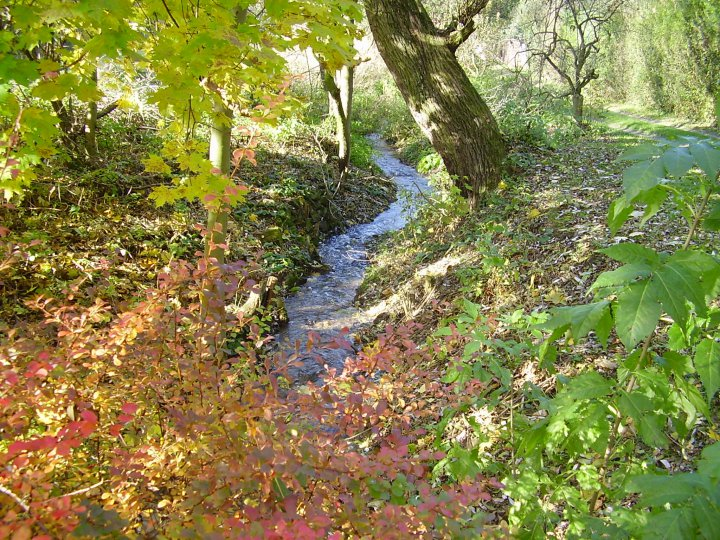
Turský potok v podzimním hávu

- Kaple svatého Gotharda je obdélná čtyřstranná výklenková kaplička z roku 1769 stojící při silnici do Holubic, asi 1½ kilometru jihozápadně od Debrna. Nedochovanou výzdobu původně tvořila soška svatého Gotharda v hlavním výklenku, vedlejší niky pak nesly obrazy svatých Floriána, Linharta a Judy Tadeáše.[8] Stavba byla pořízena nákladem okolních obcí právě na hranici mezi nimi – dnes se jen několik metrů od kapličky stýkají katastry Debrna, Holubic a Turska.
- Kaple svatého Václava
- Usedlosti čp. 1 a 3
- Zemědělský dvůr čp. 6